# Charo López

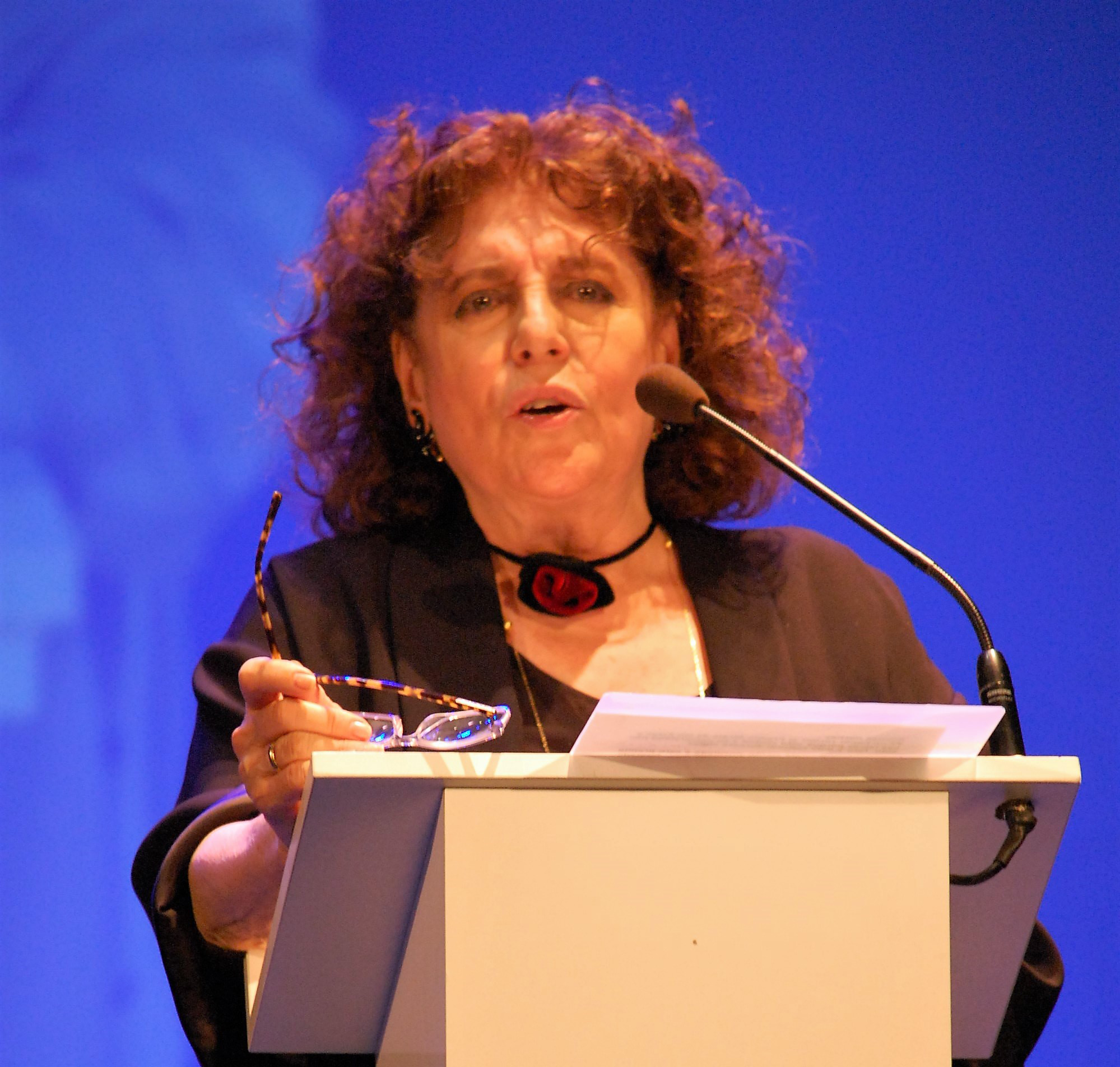
Charo López.

Charo López (eigentlich María del Rosario López Piñuelas; * 28. Oktober 1943 in Salamanca) ist eine spanische Schauspielerin.

## Leben
López wandte sich nach dem Studium der Philosophie und Psychologie, während dessen sie in universitären Theateraufführungen zu sehen war, dem Schauspiel zu und nahm Unterricht an der „Escuela Oficial de Cinematografía“ in Madrid. Ab 1967 spielte sie in Fernsehserien und Filmen; nach dem Durchbruch mit Gonzalo Suárez’ Diatrambo erschienen mehrere Werke unter seiner Regie. Noch größerer Erfolg stellte sich ein, als López, deren Fotogenität und Schönheit gelobt wurden, in der Fernsehserie Los gozos y las sombras 1981 die „Morena Alba“ verkörperte. Sie arbeitete mt bedeutenden Regisseuren wie Mario Camus, Vicente Aranda und Pedro Almodóvar zusammen. Zwischen 1987 und 1989 realisierte sie einige Theaterprojekte in Argentinien; die Bühnenarbeit intensivierte López seit Mitte der 1990er Jahre wieder.
Die vielfach ausgezeichnete Schauspielerin ist bis heute in annähernd 100 Rollen für Film und Fernsehen zu sehen gewesen. López war zweimal verheiratet; mit dem Autor und Filmemacher Jesús García Dueñas von 1965 bis 1971 und mit dem Verleger Carlos Gabetta 1988 bis 1993.

## Filmografie (Auswahl)
- 1967: Los encuentros (Fernsehserie, eine Folge)
- 1971: El bandido Malpelo
- 1971: Knie nieder und friß Staub (Anda muchacho, spara!)
- 1974: Im Auftrag von Madame (Fernsehserie, eine Folge)
- 1975: Ah sì? E io lo dico a Zzzzorro!
- 1978: Der Tiefstapler
- 1993: König der letzten Tage
- 1997: Geheimnisse des Herzens (Secretos del corazón)
- 2012: Contra el cristal (Kurzfilm)

## Auszeichnungen (Auswahl)
- 1998: Goya als beste Nebendarstellerin für Geheimnisse des Herzens